# ارونداتی روی
سوزانا ارونداتی روی (انگلیسی: Arundhati Roy؛ زاده ۲۴ نوامبر ۱۹۶۱) نویسنده و فعال سیاسی اهل هند است. شهرت او به خاطر دفاع از حقوق بشر، فمینیست بودن ایشان و نوشتن رمان معروف او با نام خدای چیزهای کوچک (۱۹۹۷) است که در سال ۱۹۹۸ برنده جایزه ادبی من بوکر شد. او در سال ۲۰۱۴ نیز به عنوان یکی از صد چهره تأثیرگذار سال توسط مجله تایم انتخاب شد.

## آثار
- کدام آنی به آن‌ها می‌دهد (۱۹۸۹)
- خدای چیزهای کوچک (۱۹۹۷)
- پایان تخیل (۱۹۹۸)
- هزینه زندگی (۱۹۹۹)
- بزرگترین خوب مشترک (۱۹۹۹)
- الجبرای عدالت بی‌پایان (۲۰۰۲)
- سیاست‌های قدرت (۲۰۰۲)
- صحبت جنگ (۲۰۰۴)
- به صدای ملخ‌ها گوش کنید: یادداشت‌های صحرایی در مورد دموکراسی (۲۰۱۰)
- جمهوری شکسته: سه مقاله (۲۰۱۱)
- قدم زدن با رفیقان (۲۰۱۱)
- کاپیتالیسم: داستان شبح (۲۰۱۴)